# 尚同
尚同，是墨子在春秋戰國時提出的主要思想，其主旨之所謂「尚同」即是「上同」。墨子認為，在沒有刑罰政令時，人人都有不同的道德標準，此謂「人異議」，因此一人有一個道理，二人有二個道理，十人則有十個道理，且人人都認為自己的道理正確，因此互相否定，家庭的內部由此出現混亂，兄弟姊妹互相離散；天下的百姓也因此互相損害。因此墨子認為應選擇一位聖賢，讓人們效法於他，簡單的說，就是人們的意見要統一於上級。然而，胡適認為，「尚同」並不是推尚大同，而是「取法於人」的意思。

## 尚同形成背景
墨子生於春秋時代之後，眼看諸侯國之間各有各的道德標準，互相攻伐，不能統一。

## 尚同標準
墨子認為，需要統一上級的是非標準，必須需要清晰的賞罰政策。上級凡是聽到善的，都必須告訴上級；聽見不善的也要報告上級。上級認為對的大家都應認為對，上級認為不對的大家也應認為不對。但上級有過錯時必須及時指正。為了把這思想實行，因此設立了賞罰制度：上面得到報告就應加以獎賞，下級聽到亦應跟著讚美；若上級贊同的不跟著贊同，上級否定的不跟著否定，就應加以懲罰，萬民則加以詆毀。

## 從家開始尚同
實踐尚同，首先從家庭開始。從家君發佈憲令，如果看到有愛家利家的人，必須向上級報告；若有害家惡家之人，也要向上級報告。做到這樣也算是愛家的，對待這類型的人應要獎勵他。如果看見有害家惡家的人不向上級報告，那就算是害家惡家的人了，這樣的人需要懲罰和指責他。做到這樣，家總算能治好了。

## 尚同至鄉
故此，里長亦應尚同上級的標準，使他這一里內意見一致。里內意見一致了，又應與鄉長意見一致。因此鄉長認為對的，大家都應認為對的；鄉長認為錯的，大家都應認為錯，並且學習鄉長好的，效法鄉長的思想。

## 尚同至天子
同樣原理，當一鄉村治成時，應尚同至天子，國君認為對的，大家都應認為對的；國君認為錯的，大家都應認為錯，只要全國人效法國君，就能治好一個國家。

## 尚同至天
墨子還認為，萬民不僅要尚同到天子，還要尚同到天，這樣才能得到幸福。若沒有尚同至天，則會發生天災。包括氣候不調、五穀不收、六畜不生、災難瘟疫、暴風久雨等等。這就是天降的懲罰。